# David Young (Politiker)

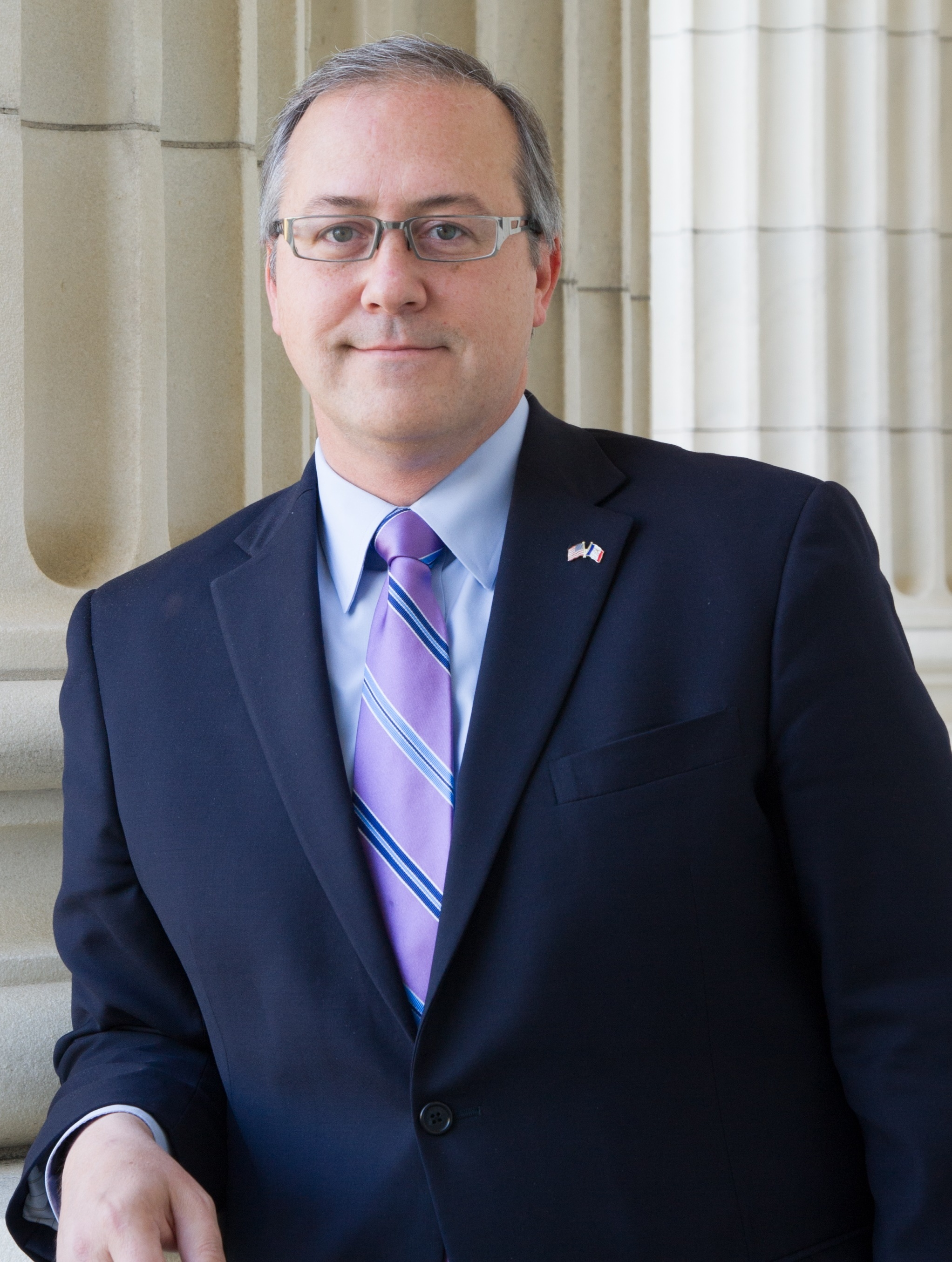
David Young (2015)

David Young (* 11. Mai 1968 in Van Meter, Dallas County, Iowa) ist ein US-amerikanischer Politiker. Ab Januar 2015 vertrat er den Bundesstaat Iowa im US-Repräsentantenhaus.

## Werdegang
Im Jahr 1986 absolvierte David Young die Johnston High School in Johnston. Anschließend studierte er bis 1991 an der Drake University in Des Moines. Später war er als Geschäftsmann tätig. Politisch schloss er sich der Republikanischen Partei an. Zwischen 1993 und 1996 gehörte er zum Stab von US-Senator Hank Brown aus Colorado; von 1998 bis 2006 war er im Stab von Senator Jim Bunning aus Kentucky. Anschließend war er von 2006 bis 2013 Stabschef von Chuck Grassley, der den Staat Iowa im US-Senat vertrat bzw. noch immer vertritt.
Bei den Kongresswahlen des Jahres 2014 wurde Young im dritten Wahlbezirk von Iowa in das Repräsentantenhaus der Vereinigten Staaten gewählt, wo er am 3. Januar 2015 die Nachfolge von Tom Latham antrat, der auf eine weitere Kandidatur verzichtet hatte. Er setzte sich mit 53:42 Prozent der Stimmen gegen die Demokratin Staci Appel durch. Da er im Jahr 2016 in seinem Amt bestätigt wurde, gehörte er auch dem am 3. Januar 2017 zusammentretenden 115. Kongress der Vereinigten Staaten an. Bei der Kongresswahl 2018 verlor er gegen die Demokratin Cindy Axne an und schied daher am 3. Januar 2019 aus dem Repräsentantenhaus aus. Bei der Kongresswahl 2020 trat er erneut gegen Axne an, konnte sein Mandat jedoch nicht zurückgewinnen.